# Propriá
Propriá este un oraș în Sergipe (SE), Brazilia.